# المدرسة الكاملية (حلب)
المدرسة الكاملية (بنيت بين العامين 625 و634 هـ) هي إحدى المدارس الأثرية التاريخية في مدينة حلب. تقع إلى الشرق من المدرسة الظاهرية وتبعد حوالي (300) متر عن باب المقام، وهي مثال لفن العمارة الأيوبية الضخمة لكنها لا تضم أي كتابة رغم إعداد مكان لذلك في أعلى نجفة المدخل، ويذكر أنه ربما كانت المدرسة من بناء فاطمة خاتون ابنة الملك الكامل التي تزوجها الملك محمد العزيز وربما تم بنائها بعد وفاة محمد العزيز أي أن المدرسة تعود إلى الفترة بين (625 – 634) هـ حسب طراز عمارتها، وربما كانت وفاة «محمد العزيز» هي َّفي عدم وضع اللوحة الكتابية على مدخلها، تتألف المدرسة من شكل مستطيل حول باحة شبه مربعة في وسطها بركة مثمّنة وإلى كل من طرفي القبلية غرفة دفن، وهناك إيوان في القسم الشَّمالي من المدرسة، أما مدخل المدرسة فيتميز بزخرفة مقرنصاته الجميلة. وقد تعرضت المدرسة إلى بعض التخريب إثر الأحداث الأخيرة التي شهدتها حلب القديمة.